# المالكية (أعزاز)
المالكية قرية سوريّة تتبع إداريّاً لمحافظة حلب منطقة أعزاز ناحية مركز أعزاز، بلغ تعداد سكانها 177 نسمة حسب التعداد السكاني لعام 2004.